# Rasta

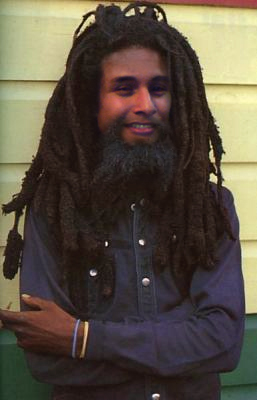
Joven portando rastas.

Las rastas (en inglés, dreadlocks) son un tipo de peinado formado por cabello enredado y tejido, característico de los rastafaris. La gente por inercia les llama "rastas" aunque rastas solo hace alusión a la cultura rastafari. Rasta es la religión, diminutivo de rastafari. No siempre las personas que llevan dreadlocks son rastafaris por lo que no debe asociarse directamente el peinado con la cultura rastafari, ya que personas de muchos grupos étnicos han llevado rastas en el transcurso de la historia, incluyendo muchos grupos ancestrales como los pueblos semitas de Oriente Próximo y Asia Menor, los maoríes de Nueva Zelanda, 
los masái en África oriental, y algunos sadhus, algunos sufís y algunos faquires de la India, Nepal y Pakistán. Múltiples fuentes atribuyen a las escrituras védicas de origen indio la documentación de la primera evidencia de mechones retorcidos de cabello desde el año 1800 a. C.

## Historia
Los primeros ejemplos conocidos de trenzados rastafaris se remontan a África Oriental y algunas partes del Norte de África. Los varones masái ―que se encuentran en las regiones del norte de Tanzania y el sur de Kenia― llevan coletones con un tinte de color rojo extraído de la tierra. Se desconoce desde cuándo comenzaron esta tradición.
En el Antiguo Egipto existieron ejemplos de egipcios usando peinados o pelucas de estilo aparentemente rasta que han aparecido en bajorrelieves, estatuas y otros artefactos.
Restos momificados de los antiguos egipcios con su pelo trenzado, así como pelucas con coletones han sido recuperados de diversos sitios arqueológicos.
El dios hinduista Shiva y sus seguidores se describen en las escrituras con el uso de yataa, que significa ‘trenza’ o más posiblemente ‘cabello largo enredado’. Esta palabra yatá posiblemente deriva de la palabra dravidiana sadai, que significa girar o envolver.[cita requerida]
Los griegos, pueblos del Océano Pacífico, el pueblo Naga y varios grupos de ascetas en varias grandes religiones a veces han usado su pelo trenzado, incluidos los monjes de la Iglesia Ortodoxa Etíope Tewahedo, los nazareos del judaísmo, los qalandari sufíes, sadhúes del hinduismo y los derviches del Islam, entre otros. Los primeros cristianos también pueden haber llevado este estilo de peinado. Destacan las descripciones de Santiago el Justo, primer obispo de Jerusalén, que usaba "rastas" hasta sus tobillos.
Sacerdotes aztecas precolombinos fueron descritos en los códices aztecas (incluyendo el Códice Durán, el Códice Tudela y el Códice Mendoza) con el uso de su pelo intacto, lo que le permitía crecer largo y enmarañado.
En Senegal, el sheik Ibra Fall ―fundador de la secta «baye Fall»― popularizó el estilo ocupado por los coletones y los trajes multicolores como si se tratara de un detalle místico.
Los guerreros de las tribus fullani, wolof, serer y mandika utilizan trenzas en la juventud, que en la vejez se convierten en coletones. 
En Jamaica el término rastas se registró por primera vez en la década de 1950 como término para describir a los "jóvenes negros de la fe", una secta antecesora de los rastafaris, que surgió entre los pobres marginados de Jamaica en los años treinta, cuando dejaron de copiar el estilo particular del pelo del emperador Haile Selassie de Etiopía ―quien se consideraba una reencarnación de Jesucristo―, y en su lugar comenzaron a usar coletones.[cita requerida]
Se decía que el portador vivió un "temor" en vida o una vida en la que temió a Dios, lo que dio a luz a sus rastas, el nombre moderno de este estilo antiguo.
Muchos rastafaris atribuyen sus trenzados como una dedicación y pacto con Dios, el cual los rastafaris llaman "Jah", que es una abreviación del nombre erróneamente transcrito del judío "Jehová", así como a los tres votos nazareos, que aparecen en el Libro de los Números, el cuarto libro de la Biblia.
El cabello enredado se considera la protesta de la raza. Muchos de los seguidores de Haile Selassie no tienen el pelo largo y enredado porque consideran que no es necesario y que la protesta se encuentra en el interior.
No se sabe con certeza cuándo nace este peinado, pero se puede afirmar que es muy usado en África e India. En África es utilizado por los rastafaris y en la India por los santones hindúes o Sadhus ("Hombres sagrados").
Los rastafari las usan guiándose en pasajes del antiguo testamento - Levítico 21:5 -, que dice: "No harán calvicie sobre su cabeza...". Los coletones se dieron a conocer en forma masiva por el músico de reggae Bob Marley (1945-1981), quien llamaba la atención debido a su melena.
Para proteger este peinado, los rastafaris utilizan boinas profundas, que llaman «tam».
Para las personas con cabello afro es simple hacer rastas, ya que basta con frotar entre las palmas el mechón de pelo y se forman.
Para las personas con el cabello lacio es más complicado y muchas veces se necesita pasar por un proceso trabajado por profesionales para lograr un buen resultado.
A pesar de ser populares, todavía la sociedad sigue viendo mitos en las trenzas rasta, así como un frecuente problema con las autoridades policiales debido a su estética.

## Procedimiento y cuidados
Las rastas son básicamente cabello tejido y enredado para darle forma de tubo, que posee un grosor variable. La forma más común de hacerlas, aunque existen otros métodos, es la siguiente:
1. Se divide el cabello, separando los mechones de cabello que se quiere hacer rasta. Es recomendable que las secciones comiencen de la base en la cabeza y que la base de cada mechón sea de forma cuadrada, triangular o circular.
2. Se enreda el mechón con ayuda de un peine, pasando el peine de abajo hacia arriba para empezar a dar forma, enredándolo.
3. Ya que se ha hecho más firme y circular la base, se toma el cabello y se envuelve hacia un lado, luego se divide en dos y se jala hasta la raíz formando una especie de nudo. Se repite este paso hasta llegar a la punta tratando de apretar los nudos lo más posible.
4. Una vez que se tiene la forma base se tejen los cabellos que estén salidos hacia adentro con ayuda de un ganchillo de tejer (croché) del número 10 u 8. Se atraviesa la rasta con el gancho y en el lado sobresaliente del gancho se enreda el cabello desde donde sale para luego meterlo a la rasta hasta que no queden cabellos salidos. Se debe hacer apretado e ir cambiando los lados para lograr una forma cilíndrica y regular.
5. Por último se frota la rasta con las manos de un lado hacia el otro, para aplacar el cabello sobresaliente y aplacarlo en la rasta.

Si el cabello de la persona es muy liso, se recomienda lavarlo antes con jabón de pasta para que el cabello pierda humedad y la rasta se forme más fácilmente. 
Para mantener unas rastas limpias, es muy bueno lavar las raíces con jabón de coco y antes del lavado elevar las puntas para evitar que el jabón entre a los tejidos de la rasta. De ser necesario lavarlas a lo largo basta con movimientos de compresión, como si de una esponja se tratara; mas deberán ser perfectamente enjuagadas y secadas de preferencia al sol directo, de lo contrario el exceso de humedad pudrirá el cabello, y el exceso de jabón generará residuos al interior.
No se debe usar acondicionador porque las deshace. Sobre todo en los primeros días se deben de arreglar continuamente las rastas, tejiendo los cabellos salientes para evitar que se enreden entre sí, y posteriormente a cada lavado se deberá tejer la base para incorporar el nuevo cabello.
Las rastas evolucionan con el tiempo, así que se debe ser paciente, pues se van desarrollando para obtener el resultado deseado.
En cuanto vaya creciendo el cabello será necesario tejer las raíces, y se deben frotar como en el paso 5 muy frecuentemente para conservar la forma.